# Тетраметр
Тетраметр (др.-греч. τετράμέτρον) — стих из четырех единиц ритмического счета: четырёх дактилей в стихе дактилическом и четырёх пар стоп в остальных размерах.
В русском стихосложении, не мирящемся со стихом длиннее шести стоп, возможен только дактилический тетраметр (например, «Вырыта заступом яма глубокая» И. С. Никитина). Остальные, естественно, распадаются на диметры.
Дактилический тетраметр может быть и каталектический, то есть меньше на один или на два слога. Таким размером написана, например, поэма «Саша» Н. А. Некрасова.